# 工业巨头II
《工业巨头II》是一款由JoWood Productions公司制作和发行的经营模拟游戏。本游戏最初于2002年9月30日在北美地区Windows发行。

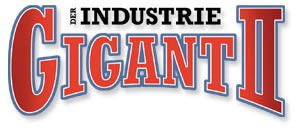
游戏logo

游戏的目的是建立一个工业链，为城市提供产品而获得利润。
《工业巨头II：1980-2020》是一个官方扩展版。《工业巨头II：黄金版》包含了扩展版。